# Elvis Levi
Pour les articles homonymes, voir Levi.
Pas d'image ? Cliquez ici

a Compétitions nationales et continentales officielles uniquement.

Dernière mise à jour le 26 mai 2024.
Elvis Levi, né le 21 février 1987 à Apia (Samoa), est un joueur samoan et néo-zélandais de rugby à XV évoluant au poste de talonneur.

## Biographie
Né aux Samoa de l'union de Tautia et de Faamau, Elvis Levi est élevé en Nouvelle-Zélande dès l'âge de 6 mois et grandit à Auckland. Il commence à jouer au rugby à 7 ans, comme son père, international samoan.
Elvis Levi déménage plus tard à Canberra en Australie vers 2007. Il rejoint l'académie des Brumbies en 2007 puis des Waratahs en 2008, jouant pour les équipes de l'Eastern Suburbs RUFC (en) puis du Penrith RC. Formé au poste de troisième ligne, il est par la suite replacé à celui de talonneur.
Alors que leur talonneur Huia Edmonds est indisponible à la suite d'une blessure, les ACT Brumbies intègrent Elvis Levi dans leur effectif ; ce dernier dispute alors une rencontre de Super Rugby pendant la saison 2011.
Il rejoint l'Europe en 2011, s'engageant avec l'AS Béziers en Pro D2 où il dispute trois saisons,.
En 2014, il rejoint le Biarritz olympique. Il prolonge son contrat en 2017. Il n'est pas conservé à l'intersaison 2020.
Il signe alors un contrat de deux saisons avec l'US Dax et s'apprête à disputer l'édition inaugurale de la nouvelle division Nationale, ; il rejoint alors Jack Isaac, nouveau manager du club dacquois ainsi que son ancien entraîneur à Biarritz. À l'intersaison, il prolonge son contrat pour deux années supplémentaires. Bien qu'il soit peu souvent titularisé lors de la saison 2022-2023, le talonneur de 36 ans reste un élément clé de la première ligne dacquoise, entrant régulièrement sur le terrain en tant que remplaçant ; il contribue ainsi à la remontée du club en Pro D2 et prend part à la finale, concédée contre le Valence Romans DR. Lors de l'unique match de préparation de la saison suivante, une rupture du tendon d'Achille survient, le rendant indisponible une grande partie de la saison, faisant son retour en mars. Son contrat n'est pas prolongé à l'issue de la saison.
Elvis Levi prend alors sa retraite en tant que joueur en 2024, basculant sur sa reconversion en tant qu'entraîneur auprès des espoirs du Biarritz olympique.

## Palmarès
- Championnat de France de Nationale :
  - Vice-champion : 2023 avec l'US Dax.